# ایسوزو کوبیک
ایسوزو کوبیک (Isuzu Cubic) خودرویی است که در سال‌های ۱۹۸۴ تا ۲۰۰۰تولید شده‌است.
این خودرو در کلاس اتوبوس قرار گرفته، است. سیستم جعبه‌دندهٔ آن به دو صورت خودکار و دستی است.

## نگارخانه

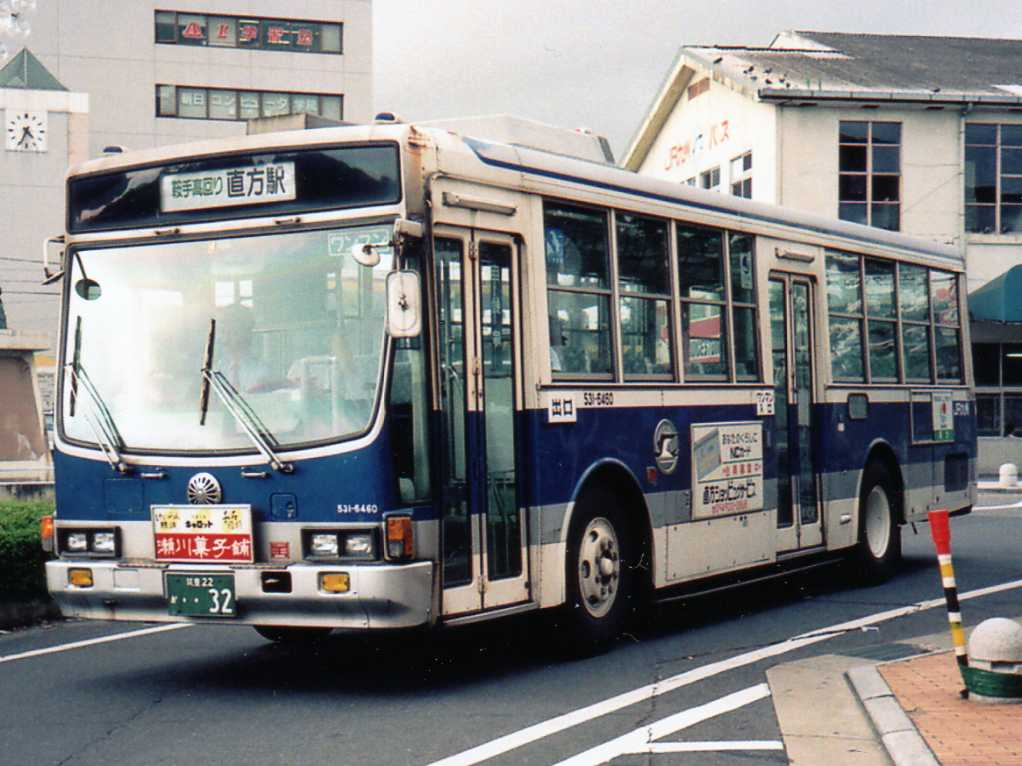
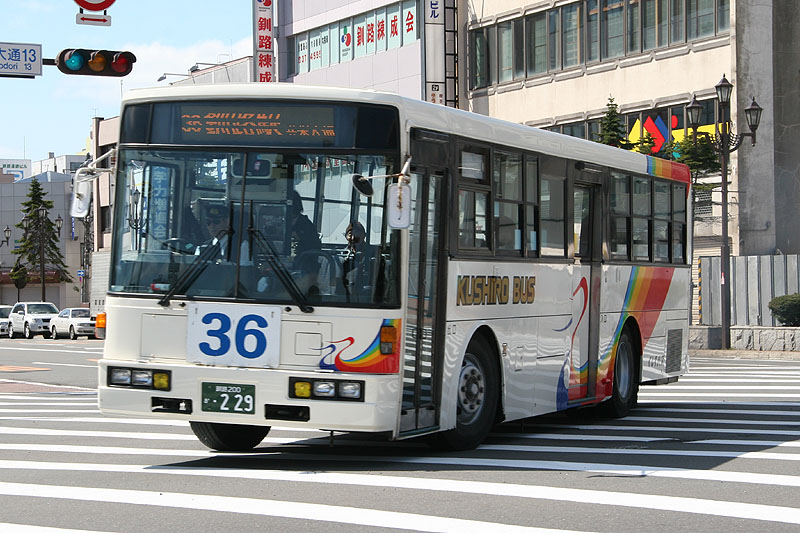
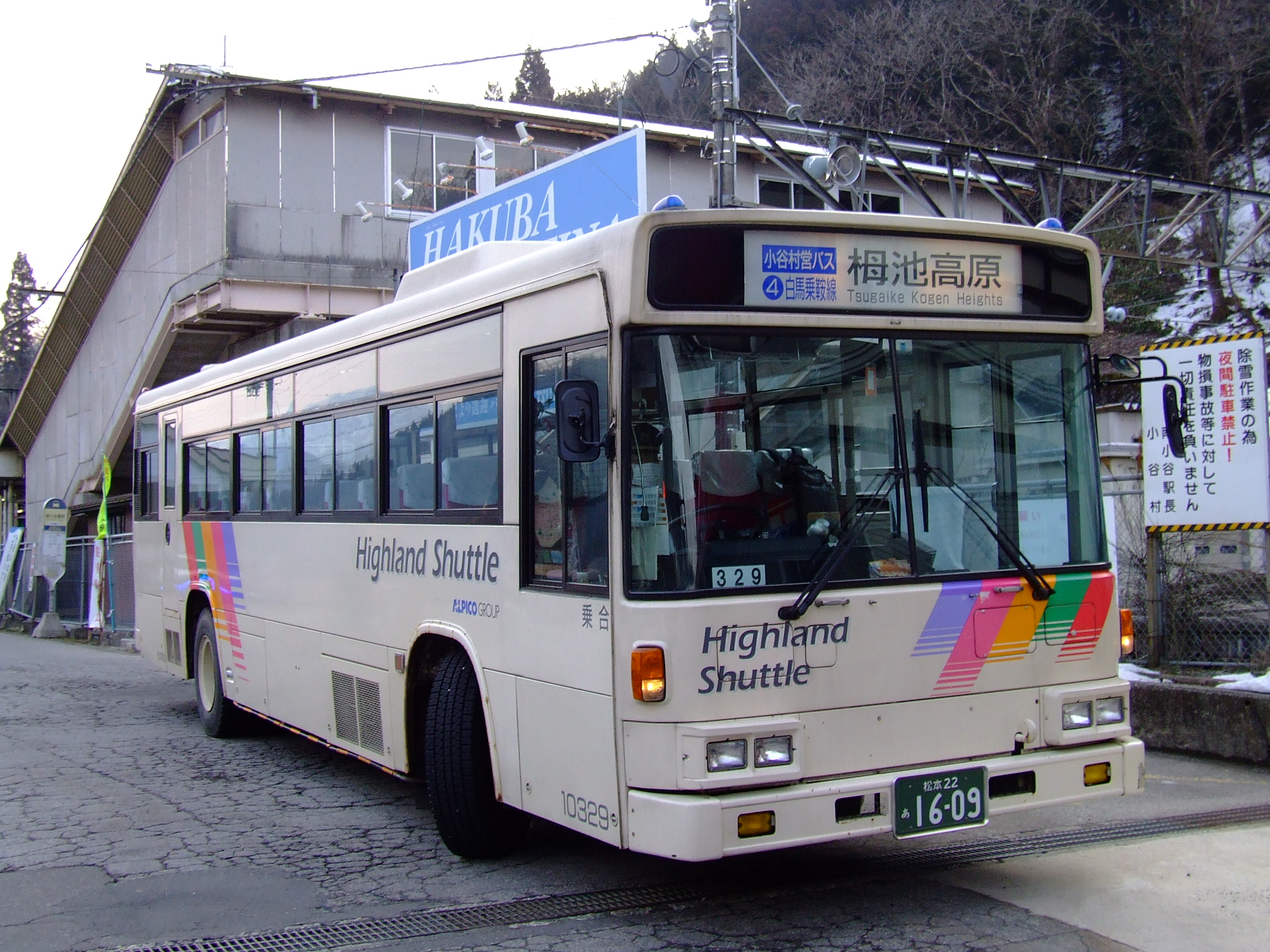